# Aurel Bărglăzan
Aurel Bărglăzan (n. 27 martie 1905, Porumbacu de Sus, Sibiu – d. 17 octombrie 1960, Timișoara) a fost un inginer român, profesor universitar la Universitatea Politehnica Timișoara, membru corespondent al Academiei Române.
Este considerat întemeietorul școlii românești de mașini hidraulice.

## Copilăria și studiile
S-a născut în Porumbacu de Sus, lângă Sibiu, ca fiu al lui Nicolae Bărglăzan, preot, și al Martei, născută Frîncu.
Între anii 1910-1914 a urmat, împreună cu fratele său, Cornel, școala primară din Porumbacu de Sus, iar apoi, până în anul 1923 gimnaziul și liceul la Blaj și Brașov, fiind în final absolvent al liceului „Gheorghe Lazăr” din Sibiu. În același an, 1923, a devenit student al Școalei Politehnice din Timișoara, pe care a absolvit-o în 1928.
Tot aici își susține în anul 1940 doctoratul, cu teza „Transformatorul hidraulic. Studiu teoretic și experimental”, fiind a doua persoană (după acad. Ștefan Nădășan) căreia Politehnica din Timișoara i-a decernat titlul de doctor inginer, iar subiectul tratat a făcut obiectul unui brevet de invenție.

## Cariera didactică
După obținerea diplomei este reținut în corpul profesoral al Școlii ca asistent la Catedra de Electrotehnică (1928-1930) și Catedra de Mașini Hidraulice (1929-1930). În 1936 devine conferențiar, iar în 1941 profesor. În 1947 devine șeful Catedrei de Mașini Hidraulice, funcție pe care o va deține până în ultima zi a vieții. A fost de asemenea profesor la Școala Superioară PTT (1930-1934), profesor de hidrotehnică la Școala Superioară de Tehnicieni Hidro (1946), profesor de hidraulică și centrale hidraulice la Școala Politehnică din Timișoara (1941-1943), profesor de centrale hidraulice la Facultatea de Construcții și profesor de rețele, instalații și mașini hidropneumatice la Facultatea de Mecanică (1950-1955).
A fost decan al facultăților de Electromecanică și Mecanică.
În ultima perioadă a activității a avut dreptul de a conduce doctoranzi, teza de doctorat a viitorului academician Ioan M. Anton fiind elaborată sub conducerea sa.

## Activitatea științifică
Și-a început activitatea științifică încă de pe băncile școlii, lucrarea sa de diplomă, făcută în colaborare cu Octavian Smigelschi, având ca temă „Studiul unui canal navigabil Cernavodă – Constanța”. Traseul propus este practic traseul actualului canal Dunăre-Marea Neagră.
Imediat după absolvire, fiind asistent, efectuează o serie de vizite de documentare la uzinele Voith din Sankt Pölten, Escher Wyss din Zürich, și la laboratoarele universităților tehnice din Zürich (ETH), Viena, Praga, Budapesta, Torino și Milano.

### Laboratorul de mașini hidraulice

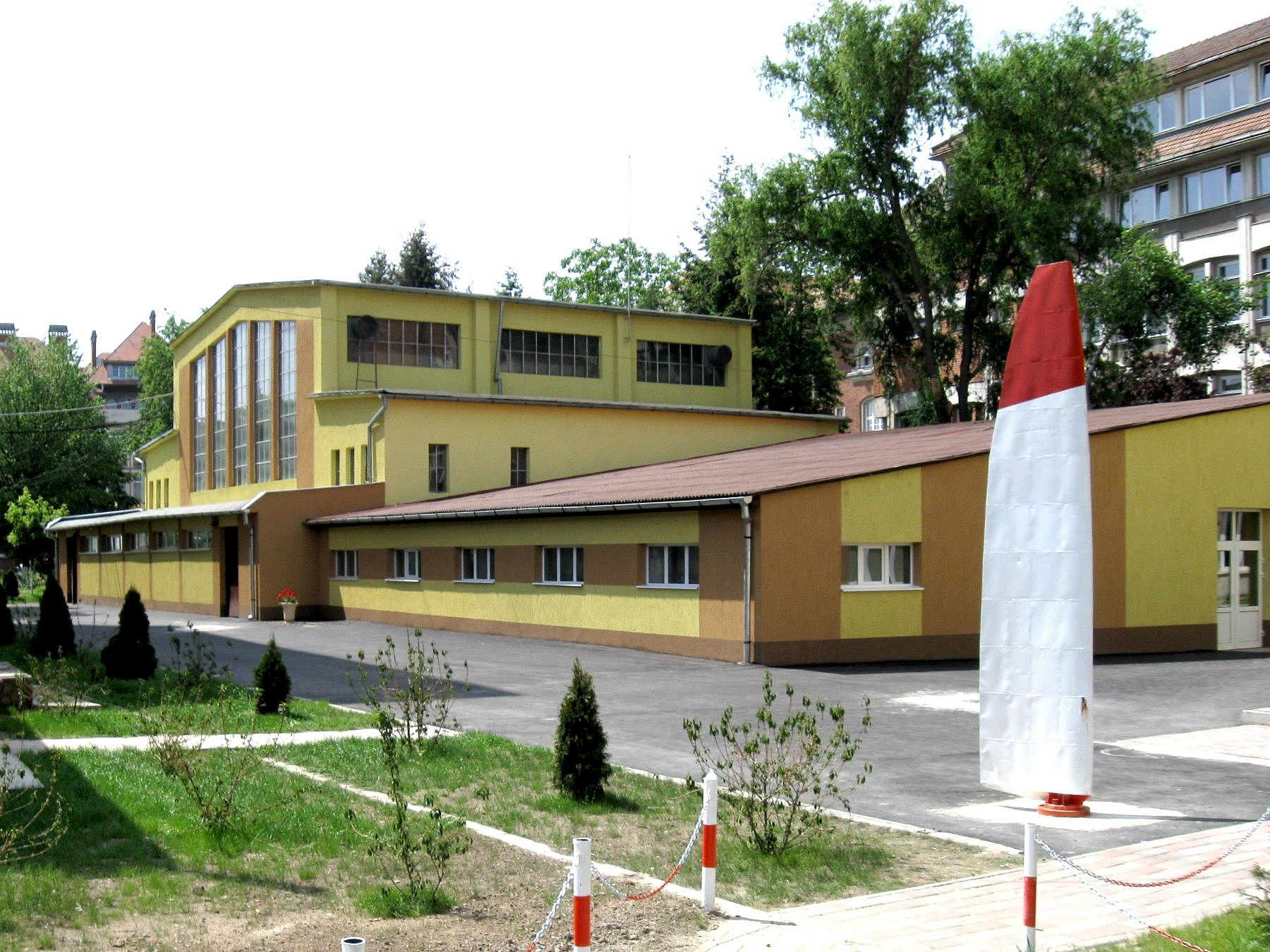
Laboratorul de maşini hidraulice în anul 2009.

În 1928, Pompiliu Nicolau, care preda disciplinele de Hidraulică, Centrale Hidraulice și Mașini Hidraulice înființează un laborator pe profil, care însă își va începe cu adevărat activitatea în anul 1931, an în care Aurel Bărglăzan va prelua în calitate de conferențiar suplinitor disciplina de Mașini Hidraulice și implicit laboratorul.
În acest laborator au fost încercate diverse rotoare pentru mașini hidraulice, care formau temele de diplomă ale studenților, rotoare executate la Atelierele CFR din Timișoara, fiind sprijiniți de cei ce conduceau aceste Ateliere: Ioan Zăgănescu, Marin Bănărescu și Ștefan Nădășan, viitori profesori ai politehnicii timișorene. Rezultatele obținute în acest laborator au permis proiectarea unor pompe și turbine hidraulice realizate la Uzinele și Domeniile Reșița, acestea acumulând astfel experiența necesară producerii după cel de al Doilea Război Mondial a echipamentelor pentru hidrocentralele din România.

### Cercetări asupra cavitației
În laboratorul susmenționat inițiază începând din 1935 studii asupra cavitației. Lucrează la început singur, apoi atașându-și colaboratori și creând, cum se spune, o școală.
Alături de el au lucrat Ioan M. Anton, Iosif Preda, Francisc Gyulai, Octavian Popa, Viorica Anton, Ernest Sisak, Valentin Dobîndă. Laboratorul a devenit, sub conducerea sa, o bază de cercetare a Academiei din Timișoara. Cercetările acestui colectiv au fost publicate de Editura Academiei în anii 1984-1985 în lucrarea Cavitația, sub semnătura acad. Ioan M. Anton.
Lucrări semnificative în care au fost publicate rezultatele cercetărilor asupra cavitației în timpul vieții sale sunt Turații maxime și minime posibile în cazul unei stațiuni de pompare date (1943), Beitrag zur Berechnung von Axialpumpen mit positiver Sanghöhe (1947) și Fenomenul de cavitație la mașinile hidraulice (1954), toate publicate în „Buletinul Științific” al politehnicii.
Ca urmare a activității sale științifice, începând cu data de 22 iulie 1955 a fost ales membru corespondent al Academiei Române.

## Lucrări publicate
Cursuri și tratate publicate:
- Curs de mașini hidraulice (1932, 212 p.)
- Mașini hidraulice (1948, 1 vol)
- Turbine, Vol 1 (1948)
- Mașini hidraulice (1951, 2 vol)
- Turbine hidraulice: Pelton, Francis și Kaplan. Vol. 1
- Regulatori automați de viteză și pompe rotitoare. Vol. 2
- Turbotransmisiile hidraulice: Construcția, calculul, exploatarea și încercarea lor (împreună cu Valentin Dobândă, publicat în Ed. Tehnică, 1957)
- Încercările mașinilor hidraulice și pneumatice (împreună cu Ioan M. Anton, Viorica Anton, Iosif Preda, publicat în Ed. Tehnică, 1959)
- Peste 70 de lucrări științifice, singur sau în colaborare.[3][11]

## Decorații și premii
Pentru activitatea sa a fost recompensat cu:
- Ordinul Muncii clasa a III-a (21 august 1954) „pentru merite deosebite pe tărîmul construcției de stat, economice, sociale și culturale, cu ocazia celei de a zecea aniversări a eliberării patriei noastre”[21]
- Ordinul Muncii clasa a II-a (12 august 1959) „pentru activitate rodnică în dezvoltarea științei și culturii din Republica Populară Romînă”[22][2][23]
- Premiul de Stat, cl. a II-a (1953).[10][24][25]
- Premiul I al Ministerului Învățământului și Culturii, pentru lucrările publicate în 1959.[2]
- Medalia pentru Pace[2]